# Теорема Максвелла (геометрия)

Отрезки с одинаковыми отметками параллельны.
Если стороны треугольника параллельны соответствующим чевианам треугольника, которые пересекаются в общей точке ,то чевианы треугольника, которые параллельны соответствующим сторонам треугольника также пересекаются в общей точке

Теорема Максвелла — это следующее утверждение о треугольниках на плоскости.
Пусть дан треугольник {\displaystyle ABC} и точка {\displaystyle V}, не лежащая на сторонах этого треугольника. Пусть дан второй треугольник {\displaystyle A'B'C'} такой, что сторона {\displaystyle A'B'} параллельна прямой {\displaystyle CV}, сторона {\displaystyle A'C'} параллельна прямой {\displaystyle BV} и сторона {\displaystyle B'C'} параллельна прямой {\displaystyle AV}. Тогда прямая, параллельная {\displaystyle AB}, проходящая через {\displaystyle C'}, прямая, параллельная {\displaystyle BC}, проходящая через {\displaystyle A'}, и прямая, параллельная {\displaystyle AC}, проходящая через {\displaystyle B'}, пересекаются в общей точке {\displaystyle V'}.
Теорема названа в честь физика Максвелла (1831—1879), который доказал её в своей работе о взаимных фигурах, которые имеют значение в статике.